# PSA World Series Finals 2012/13
Die 19. PSA World Series Finals der Herren fanden vom 2. bis 6. Januar 2013 im Queen’s Club in London, England statt. Das Squashturnier war Teil der PSA World Tour 2012/13 und mit 110.000 US-Dollar dotiert.
Titelverteidiger war Amr Shabana, der auch in dieser Saison das Turnier gewann. Shabana war der einzige Spieler, der bereits in der Gruppenphase sämtliche Spiele gewinnen konnte. Im Halbfinale besiegte er im Anschluss den topgesetzten Engländer James Willstrop, ehe er im Finale auf Nick Matthew traf, gegen den er bereits in der Gruppenphase gewann. Auch im Finale bezwang er Matthew, diesmal mit 4:11, 11:2, 11:4 und 11:7.

## Qualifikation
Die acht bestplatzierten Spieler der PSA World Series der Saison 2012/13 qualifizierten sich für diesen Wettbewerb.
| PSA World Series | PSA World Series   | PSA World Series | PSA World Series |
| #                | Spieler            | Punkte           | Turniere         |
| ---------------- | ------------------ | ---------------- | ---------------- |
| 1                | Ramy Ashour        | 530              | 6                |
| 2                | James Willstrop    | 415              | 7                |
| 3                | Nick Matthew       | 400              | 7                |
| 4                | Grégory Gaultier   | 245              | 7                |
| 5                | Mohamed Elshorbagy | 180              | 6                |
| 6                | Amr Shabana        | 165              | 7                |
| 6                | Karim Darwish      | 165              | 6                |
| 8                | Peter Barker       | 130              | 5                |
| 9                | Simon Rösner       | 95               | 7                |
| 9                | Adrian Grant       | 95               | 7                |
| 9                | Cameron Pilley     | 95               | 7                |
| 9                | Daryl Selby        | 95               | 5                |

Mit Nick Matthew (2010), Amr Shabana (2010, 2011) und Grégory Gaultier (2008, 2009) nahmen drei ehemalige Sieger des Turniers an der diesjährigen Austragung teil. Ramy Ashour, Sieger von 2007, sagte am 23. Dezember 2012 verletzungsbedingt seine Teilnahme ab. Für ihn rückte Simon Rösner nach, der damit als erster Deutscher überhaupt an diesem Wettbewerb teilnahm.

## Finalrunde

### Gruppe A

#### Ergebnisse
| Spieler            | Spieler            | Ergebnis         |
| ------------------ | ------------------ | ---------------- |
| Peter Barker       | Mohamed Elshorbagy | 6:11, 7:11       |
| Nick Matthew       | Amr Shabana        | 6:11, 6:11       |
| Amr Shabana        | Peter Barker       | 11:8, 11:6       |
| Mohamed Elshorbagy | Nick Matthew       | 5:11, 6:11       |
| Amr Shabana        | Mohamed Elshorbagy | 11:7, 8:11, 11:9 |
| Nick Matthew       | Peter Barker       | 11:2, 12:10      |

#### Tabelle
| Pos. | Setzliste | Spieler            | Spiele | Sätze | Punkte |
| ---- | --------- | ------------------ | ------ | ----- | ------ |
| 1    | 5         | Amr Shabana        | 3:0    | 6:1   | 74:53  |
| 2    | 2         | Nick Matthew       | 2:1    | 4:2   | 57:45  |
| 3    | 4         | Mohamed Elshorbagy | 1:2    | 3:4   | 60:54  |
| 4    | 7         | Peter Barker       | 0:3    | 0:6   | 39:67  |

### Gruppe B

#### Ergebnisse
| Spieler          | Spieler          | Ergebnis          |
| ---------------- | ---------------- | ----------------- |
| James Willstrop  | Karim Darwish    | 11:9, 11:5        |
| Grégory Gaultier | Simon Rösner     | 10:12, 11:4, 11:7 |
| James Willstrop  | Grégory Gaultier | 6:11, 11:13       |
| Simon Rösner     | Karim Darwish    | 11:4, 11:8        |
| James Willstrop  | Simon Rösner     | 11:4, 11:8        |
| Grégory Gaultier | Karim Darwish    | 3:11, 10:12       |

#### Tabelle
| Pos. | Setzliste | Spieler          | Spiele | Sätze | Punkte |
| ---- | --------- | ---------------- | ------ | ----- | ------ |
| 1    | 3         | Grégory Gaultier | 2:1    | 4:3   | 69:63  |
| 2    | 1         | James Willstrop  | 2:1    | 4:2   | 51:50  |
| 3    | 8         | Simon Rösner     | 1:2    | 3:4   | 57:66  |
| 4    | 6         | Karim Darwish    | 1:2    | 2:4   | 49:57  |

### Halbfinale
| Spieler          | Spieler         | Ergebnis          |
| ---------------- | --------------- | ----------------- |
| Amr Shabana      | James Willstrop | 11:7, 8:11, 11:7  |
| Grégory Gaultier | Nick Matthew    | 12:10, 9:11, 8:11 |

### Finale
| Spieler     | Spieler      | Ergebnis               |
| ----------- | ------------ | ---------------------- |
| Amr Shabana | Nick Matthew | 4:11, 11:2, 11:4, 11:7 |